# ماري جوزيه كروز
ماري جوزي كروز (ولدت في 23 فبراير 1970) ممثلة كندية فرنسية. حصلت على جائزة الشاشة الكندية لأفضل ممثلة عن دورها في فيلم مالستروم عام 2000، ما اكسبها شهرة دولية ، وبدأت التصوير مع بعض المخرجين الكنديين مشهود لهم مثل المخرج أتوم إيغويان في فيلم أرارات (2002) ودينيس أركاند عن فيلم الغزوات البربرية عام 2003، وحصلت عنه على جائزة أفضل ممثلة في مهرجان كان السينمائي 2003.
وحاملة الجنسية الفرنسية، بعد أن حصلت عليها في ديسمبر 2012.

## روابط خارجية
- ماري جوزيه كروز على موقع IMDb (الإنجليزية)
- ماري جوزيه كروز على موقع ألو سيني (الفرنسية)
- ماري جوزيه كروز على موقع أول موفي (الإنجليزية)
- ماري جوزيه كروز على موقع قاعدة بيانات الأفلام السويدية (السويدية)
- ماري جوزيه كروز على موقع قاعدة بيانات الفيلم (الإنجليزية)
- ماري جوزيه كروز على موقع كينوبويسك (الروسية)